# Aleksandr Mieszkow
Aleksandr Grigorjewicz Mieszkow (ros. Александр Григорьевич Мешков, ur. 12 lipca 1927 w obwodzie woroneskim, zm. 1994 w Moskwie) – radziecki działacz państwowy i partyjny, Bohater Pracy Socjalistycznej (1982).

## Życiorys
W 1948 ukończył Moskiewski Instytut Inżynierii Chemicznej, później pracował przy reaktorze uranowo-grafitowym w Czelabińsku-40 (obecnie Oziorsk), następnie do 1954 był zastępcą głównego inżyniera PO Majak, w 1953 został członkiem KPZR. Od 1955 pracował w mieście Tomsk-7 (obecnie Siewiersk), w Syberyjskim Kombinacie Chemicznym, potem w Krasnojarsku-26 (obecnie Żeleznogorsk), gdzie był głównym inżynierem w Kombinacie Górniczo-Chemicznym, a 1965–1969 był dyrektorem Kombinatu Górniczo-Chemicznego. W latach 1970–1979 szef 16 Głównego Zarządu Ministerstwa Budowy Maszyn Średnich, 1979–1982 zastępca ministra, a 1982–1986 I zastępca ministra budowy maszyn średnich ZSRR, 1986-1990 dyrektor fabryki maszyn w mieście Elektrostal. Jednocześnie od 6 marca 1986 do 2 lipca 1990 zastępca członka KC KPZR, potem 1990–1991 zastępca ministra energii i przemysłu atomowego. Pochowany na Cmentarzu Trojekurowskim.

## Odznaczenia i nagrody
- Medal Sierp i Młot Bohatera Pracy Socjalistycznej (18 marca 1982)
- Order Lenina (dwukrotnie – 7 marca 1962, 25 października 1971 i 18 marca 1982)
- Order Rewolucji Październikowej (27 lutego 1975)
- Order Czerwonego Sztandaru Pracy (19 lipca 1966)
- Order „Znak Honoru”[1]
- Nagroda Leninowska (1965)
- Nagroda Państwowa ZSRR (1953)

I medale.